# ФК Синђелић Угриновци
ФК Синђелић Угриновци је српски фудбалски клуб из Угриноваца, у општини Земун. Основан је 1935. године и игра у Мећуопштинској лиги група А, шестом по реду такмичарском нивоу српског фудбала.